# Фурман Семен Олександрович
Семен Олександрович Фурман (рос. Семён Александрович Фурман; нар. 9 січня 1951, Ленінград, Російська РФСР) — радянський і російський актор театру і кіно.

## Життєпис
Народився 9 січня 1951 р. в Ленінграді. 
Закінчив Ленінградський інститут культури (1973) та творчу майстерню естрадного мистецтва (1980). З 1990 р. працює в Театрі на Литейному.
Знявся в українських фільмах «Мистецтво жити в Одесі» (1989), «Правдива історія про Червоні вітрила» (2010), «Свати 3» (2009).

## Фільмографія
- «Як стати зіркою» (1986)
- «Мій ніжно коханий детектив» (1986)
- «НП районного масштабу» (1988)
- «Перехід товариша Чкалова через Північний полюс» (1990)
- «Кінь, скрипка... і трішки нервово» (1991)
- «Короткий подих кохання» (1992)
- «Вулиці розбитих ліхтарів» (1998)
- «Несподівана радість» (2005)
- «Майстер і Маргарита» (2005)
- «Той ще Карлосон!» (2012) та ін.